# Glenburn (Pennsylvanie)
Glenburn est une census-designated place située dans le comté de Lackawanna, dans l’État de Pennsylvanie, aux États-Unis. Lors du recensement de 2020, elle compte 1 148 habitants.